# Пуланкольский сельсовет
Пуланкольский сельский совет - муниципальное образование в Аскизском районе Хакасии.

## Население
| 2002 | 2010 | 2012  | 2013 | 2014  | 2015 | 2016 |
| ---- | ---- | ----- | ---- | ----- | ---- | ---- |
| 1139 | ↘988 | ↗1001 | ↘996 | ↘984  | ↘961 | ↘944 |
| 2017 | 2018 | 2019  | 2020 | 2021  |      |      |
| ↘918 | ↘885 | ↘828  | ↘803 | ↗1053 |      |      |

## Состав сельского поселения
В состав сельского поселения входят 4 населённых пункта:
| № | Населённый пункт | Тип населённого пункта       | Население |
| - | ---------------- | ---------------------------- | --------- |
| 1 | Аев              | аал                          | ↘85       |
| 2 | Камышта          | село                         | ↘197      |
| 3 | Пуланколь        | село, административный центр | ↘608      |
| 4 | Сыры             | аал                          | ↘98       |

## Образование
В поселении имеются одна средняя и одна основная школы.